# Himlen over Berlin
Himlen over Berlin (Der Himmel über Berlin) er en fransk-vesttysk film fra 1987 instrueret af Wim Wenders. Filmen handler om usynlige og udødelige engle, der lever i Berlin og kan høre menneskenes tanker og som hjælper og trøster dem i nød. Selv om byen er tæt befolket, er mange indbyggere isolerede og fremmedgjorte. En af englene, spillet af Bruno Ganz, bliver forelsket i en smuk, ensom trapez-artist. Englen vælger at blive til et dødeligt menneske, så han kan opleve menneskelige følelser, alt fra at kunne glæde sig over at spise mad til at kunne røre og mærke et andet menneske. Filmen er optaget i både sort-hvid og farve, hvor sort/hvid-scenerne viser verden, som den opleves af englene.
Filmen blev fulgt op af en efterfølger, Så fjern, så nær!, i 1993. Der er endvidere indspillet en amerikansk genindspilning af filmen med titlen City of Angels, hvis handling på en lang række punkter dog afviger væsentligt fra Wenders film.

## Handling
To engle, Damiel og Cassiel, bebor det dengang opdelte Berlin, hvor de uset observerer og lytter til diverse tanker og overvejelser blandt berlinerne. De to engle har altid eksisteret og har således været der, før der var nogen by og har været der igennem Berlins turbulente historie. Englene kan ikke ses af mennesker, men børn kan dog alligevel se dem.
Selvom de to engle alene kan observere og ikke kan interagere med den verden de observerer, så bliver Damiel forelsket i en ensom trapez-artist ved navn Marion. Marion bor alene i en campingvogn, danser alene og strejfer gennem byen. 
En sidehistorie i filmen følger skuespilleren Peter Falk, der spiller sig selv. Peter Falk er ankommet til Berlin for at medvirke i en film om Berlins fortid under nazismen. Det viser sig i løbet af filmen, at Peter Falk engang selv var en engel, der var blevet træt af kun at kunne observere og ikke kunne opleve verden selv, hvorfor han havde opgivet sin udødelighed for at kunne deltage i verden. 
Damiel vælger som Peter Falk at opgive sin udødelighed og oplever herefter at kunne sanse verden omkring sig. Han møder Marion på en bar under en koncert med Nick Cave and the Bad Seeds), hvor de hilser på hinanden som gamle venner og parret bliver til sidst forenet.

## Medvirkende
- Bruno Ganz som Damiel (engel og menneske)
- Solveig Dommartin som Marion
- Otto Sander som Cassiel
- Curt Bois som Homer, den gamle poet
- Peter Falk som sig selv (krediteret som "Der Filmstar")
- Nick Cave and the Bad Seeds som dem selv
- Crime & the City Solution som dem selv

## Produktion

### Manuskript
Rainer Maria Rilkes digte var ifølge Wenders en delvis inspiration for filmen, da digtene efter Wenders udsagn havde iboende engle. Wenders antog også Peter Handke til at bidrage til filmens manuskript. Handke skrev store dele af filmens dialog samt filmens gennemgående digt Als das Kind Kind war. 

### Fotografering
Filmen blev filmet af den 77-årige filmfotograf Henri Alekan, der bl.a. havde været fotograf på Jean Cocteaus Skønheden og udyret fra 1946 og Prinsessen holder fridag fra 1953. Under optagelserne i sort-hvid brugte Alekan en gammel silkestrømpe som et filter.

## Tilegnelse
Filmen er i de  afsluttende rulletekster tilegnet "Alle tidligere engle, men særligt Yasujiro, François og Andrej." De tre sidste er en henvisning til filminstruktørerne Yasujirō Ozu, François Truffaut og Andrei Tarkovsky.

## Modtagelse
Himlen over Berlin modtog generelt positiv kritik fra anmelderne. 
I USA blev filmen distribueret uden synkronisering med den originale tyske og fransk tale. Washington Post skrev i sin anmeldelse, at filmen var en af de bedste film man kunne se. og filmen er medtaget som nr. 64 på filmmagasinet Empires liste over de 100 bedste ikke-amerikanske film i 2010. Filmsitet Rotten Tomatoes noterer, at 98% af anmeldelserne af filmen er positive.

### Priser
Himlen over Berlin blev nomineret og tildelt en række priser.
Ved Filmfestivalen i Cannes 1987 modtog Wenders prisen som "bedste instruktør" og filmen blev nomineret til Guldpalmen. Filmen modtog priser for "bedste ikke-engelsksprogede film" ved bl.a.Blue Ribbon Awards og Los Angeles Film Critics Association Awards, ligesom filmen modtog priser for instruktion og skuespillerpræstationer.

## Remake
Himlen over Berlin blev genindspillet i en amerikansk remake i 1998 med titlen City of Angels. Handlingen i genindspilningen er henlagt til Los Angeles og har Meg Ryan og Nicolas Cage i hovedrollerne. Genindspilningens hovedtema - engle der betrager mennesker - er sammenfaldende med Himlen i Berlin, ligesom åbningsscenen i et bibliotek og enkelte andre scener, men handlingen i City of Angels afviger ellers en del fra den oprindelige film.

## Adapteret til teater
Filmen blev adapteret til teater i 2003 på teatret Northern Stage i Newcastle upon Tyne i England. Denne opsætning af fortællingen blev benyttet af Alan Lyddiard, der opsatte og instruerede Himlen over os på Betty Nansen Teatret i København i 2005.
En anden opsætning af fortællingen fandt sted i 2006, hvor Gideon Lester og Dirkje Houtman  skabte en version, der blev instrueret af Ola Mafaalani og opført på American Repertory Theater i Cambridge i Massachusetts, USA og på Toneelgroep Amsterdam i Holland.